# ميخران (بالا خيابان ليتكوة)
میخران (بالفارسية: میخران) هي قرية تقع في إيران في قسم بالا خیابان لیتکوة الريفي. يقدر عدد سكانها بـ 732 نسمة بحسب إحصاء 2016.